# Ghanaische Botschaft Den Haag
Die Ghanaische Botschaft Den Haag (englisch Embassy of Ghana The Hague) ist die diplomatische Vertretung Ghanas in den Niederlanden. Das Botschaftsgebäude befindet sich im Den Haager Zentrum. Ghanaischer Botschafter in den Niederlanden ist seit Juli 2021 Francis Danti Kotia.

## Geschichte
Die Handelsbeziehungen zwischen den Niederlanden und dem heutigen Ghana begannen im Jahr 1598 mit der Errichtung des Fort Nassau als niederländischer Handelsposten. 1612 entstand die sogenannte „Dutch Gold Coast“, seit der Eroberung 1637 bis ins Jahr 1872 mit Elmina Castle als Hauptstadt. Bilaterale Beziehungen beider Nationen bestehen seit November 1701, als David van Nyendael an den Königshof von Osei Tutu I. gesandt wurde. Wegen der Neuausrichtung seiner diplomatischen Vertretungen bestand zwischen 1982 und 1997 keine ghanaische Botschaft in den Niederlanden.

## Botschaftsgebäude
Botschaftssitz ist die Laan Copes van Cattenburch 70 in der Archipelbuurt im Den Haager Stadtbezirk Zentrum. In der Straße befinden sich außerdem die Botschaften Costa Ricas (Nr. 46), Thailands (Nr. 123) und der Philippinen (Nr. 125).

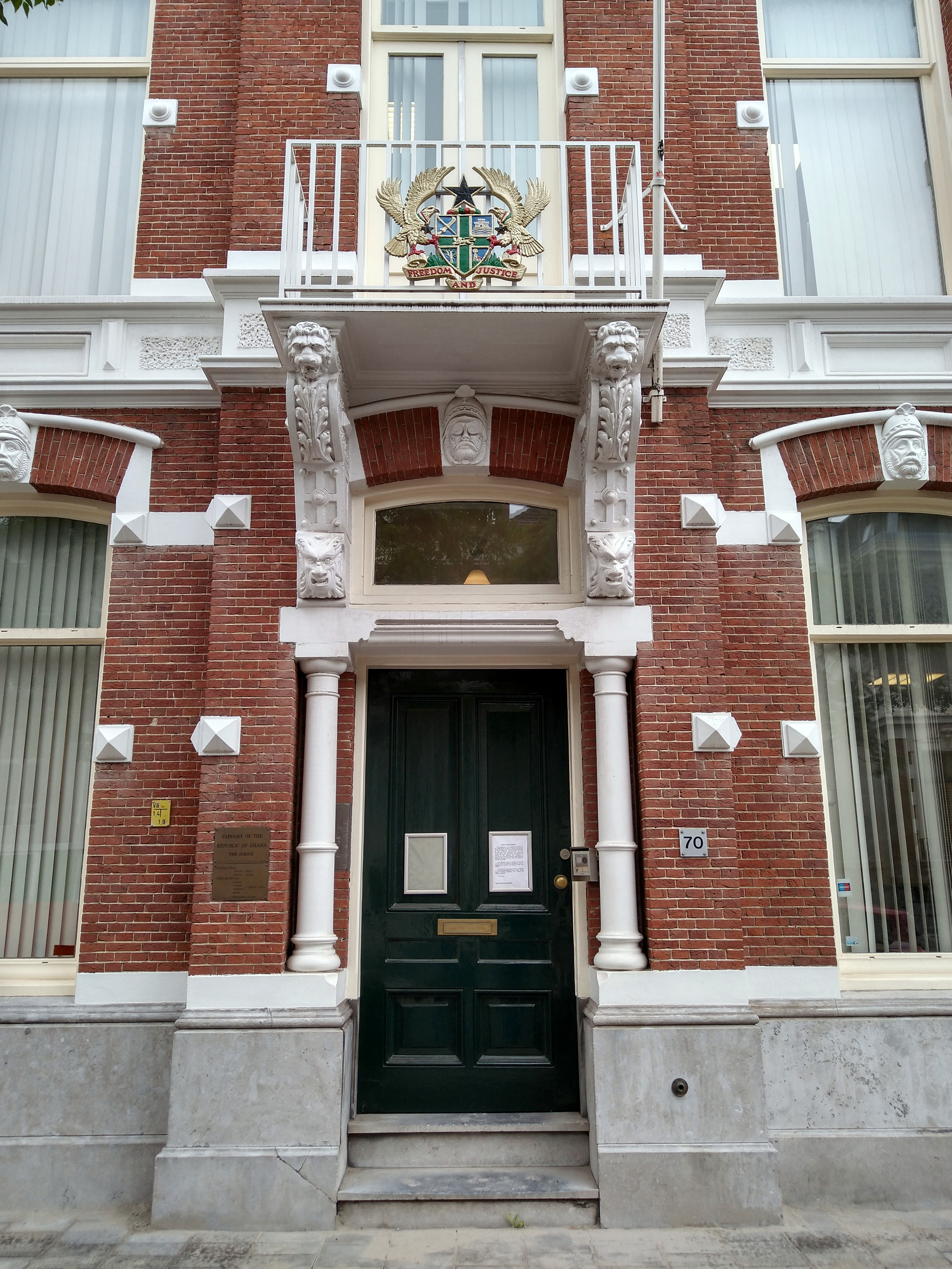
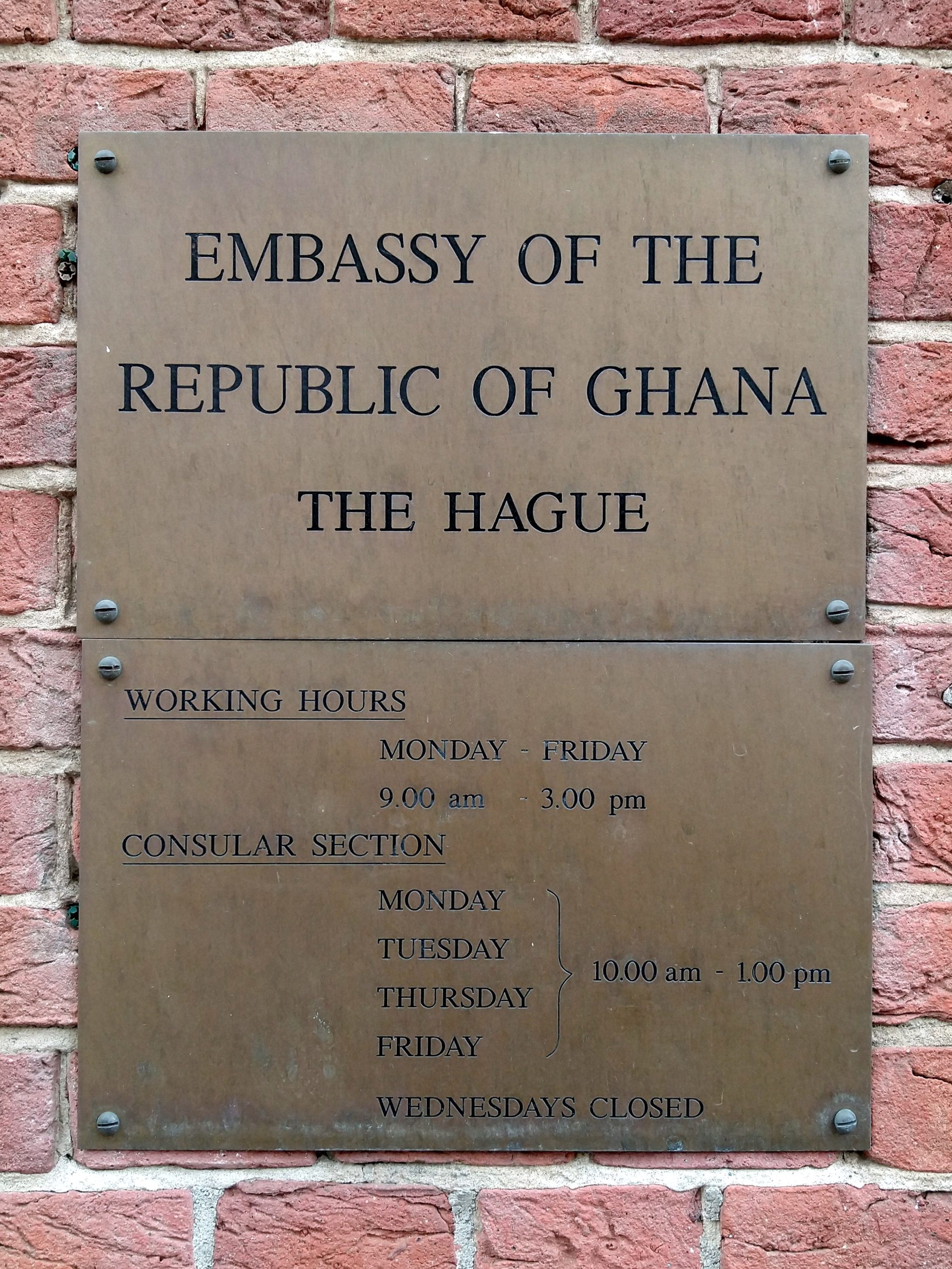

## Botschafter Ghanas in den Niederlanden
- Simon Wellington Kumah (1964–1966)
- John Coleman DeGraft-Johnson (1967–1970)[2]
- Epiphan Patrick Komla Seddoh (1970–1972)
- Eric Christopher Djamson (1972–1976)
- Eunice Brookman-Amissah (1998–2000)
- Grace Amponsah-Ababio (2001–2008)
- Aanaa Enin (2009–2013)
- Tony Aidoo (2014–2017)
- Sophia Horner-Sam (2017–2020)
- Francis Danti Kotia (seit dem 14. Juli 2021)[3]